# Nitela spinolae
Nitela spinolae är en stekelart som beskrevs av Pierre André Latreille 1809. Nitela spinolae ingår i släktet Nitela, och familjen Crabronidae. Arten är reproducerande i Sverige.